# Le Moniteur Universel
Le Moniteur Universel (Deutsch: Der allumfassende Monitor) war eine französische Tageszeitung, die am 24. November 1789 in Paris unter dem Titel Gazette Nationale ou Le Moniteur Universel von Charles-Joseph Panckoucke erstmals erschien. Sie war eine bedeutende Zeitung während der Französischen Revolution und war lange Zeit das offizielle Journal der französischen Regierung und zeitweise deren Propagandaorgan. Dies gilt besonders für die Zeit des napoleonischen Regimes. Darüber hinaus erfüllte das Blatt von 1799 bis 1868 auf seinen ersten Seiten einer Ausgabe die Funktion eines Amtsblattes. In ihrer Blüte erreichte Le Moniteur Universel eine große Verbreitung in Frankreich, Europa und auch in Amerika. Am 31. Dezember 1868 verlor die Zeitung den Amtsblattstatus und erschien bis 1901 noch als reguläre, tendenziell konservative Zeitung.

## Geschichte
Die gesellschaftlichen Umbrüche im Frankreich des späten 18. Jahrhunderts führten im Allgemeinen zu einem erhöhten Interesse der Öffentlichkeit an politischen Debatten. Das galt insbesondere für den Inhalt der ersten Nationalversammlung, deren Wirken das Land in eine konstitutionelle Monarchie überführen sollte. Aufgrund dieses Interesses entschloss sich der Staatsmann und Publizist Hugues-Bernard Maret die aktuellen Entwicklungen der Versammlung als Bulletin de l'Assemblée zu veröffentlichen. Der Verleger Charles-Joseph Panckoucke, seinerzeit Besitzer des Mercure de France und Herausgeber der berühmten Encyclopédie von 1785, konnte Maret davon überzeugen, das Bulletin mit weiteren Nachrichten und einem überparteilichen Anspruch als größere Zeitung zu publizieren. Diese sollte den Titel Gazette Nationale ou Le Moniteur Universel tragen. Als Rubriken waren die fünf Bereiche: Nationalversammlung; Innen- und Außenpolitik; Verwaltung; Literatur, Wissenschaft und Kunst; sowie Ankündigungen und Bekanntmachungen vorgesehen.
Am 2. Dezember 1799 wurde Le Moniteur Universel von der französischen Regierung zu deren offizieller Zeitung erklärt. Napoleon Bonaparte kontrollierte das Blatt über Hugues-Bernard Maret und Jean Jacques Régis de Cambacérès, die für seinen Inhalt verantwortlich waren. Die zunehmend strengeren Pressekontrollen wandelten das Blatt zu einem Propagandaorgan. So wurden die Berichte des Le Moniteur über aktuelle Gesetzesdebatten sukzessive durch gefälligere Inhalte verdrängt. Häufiger wurden Berichte über Erfolge der Grande Armée oder gegen England gerichtete polemische Artikel.
Am 1. Januar 1811 wurden die Worte Gazette Nationale aus dem Namen der Zeitung gestrichen und der Inhalt erweiterte sich von ehemals oft politisch Themen – hin zu mehr Artikel aus den Ressorts Literatur, Wissenschaft und Kunst. Damit gelang dem Blatt der Bedeutungserhalt und Napoleon bestätigte während seiner Herrschaft der Hundert Tage – nach erfolgter Rückkehr aus dem Exil auf Elba – am 20. März 1815 erneut die Rolle der Le Moniteur Universel als offizielle Zeitschrift. Die Zeitung verkündete im Gegenzug in einer Ausgabe sowohl die Flucht von König Ludwig XVIII. aus Paris, als auch die Rückkehr Napoleons als „Kaiser der Franzosen“ in den Tuilerienpalast.
Als wichtiges Presseorgan blieb die Zeitung Spielball der unterschiedlichen Machtinteressen ihrer politisch wechselhaften Zeit. Und war im Jahre 1830, nach der Julirevolution, eines der ersten Ziele für die Kontrollübernahme der provisorischen Regierung. Später unterstellte die Regierung von Louis Philippe Le Moniteur unmittelbar der ministerialen Kontrolle. Nach der Februarrevolution 1848 und mit Beginn der Zweiten Französische Republik bekam die Zeitung den offiziellen Titelzusatz Journal officiel de la République française, um den Amtsblattcharakter zu unterstreichen. Dieser Titel wurde während des Zweiten Kaiserreiches ab dem Jahr 1852 zu Journal officiel de l'Empire français geändert.
Nach einem Konflikt mit Napoleon III. wurde der offizielle Teil des Le Moniteur Universel mit dem Jahreswechsel 1868/69 durch ein neues, rein staatliches Amtsblatt mit dem Titel Journal officiel de l'Empire français ersetzt. Ein Erlass vom 5. November 1870 wies dem neuen Journal das Monopol zur Veröffentlichung von Gesetzen und Verordnungen zu. Damit de facto um seine offizielle Funktion beraubt, existierte Le Moniteur Universel als unabhängige, tendenziell konservative Zeitung noch bis zum 30. Juni 1901 weiter.